# 国鉄タム6900形貨車
国鉄タム6900形貨車（こくてつタム6900がたかしゃ）は、かつて日本国有鉄道（国鉄）に在籍した私有貨車（タンク車）である。

## 概要
本形式は、アクリルニトリル専用の15t 積タンク車として1958年（昭和33年）12月26日に3両（タム6900 - タム6902）、1960年（昭和35年）4月6日に1両（タム6903）が富士重工業の1社のみにて製作された。その後1959年（昭和34年）10月6日から1960年（昭和35年）3月18日にかけてタム3700形より3両（タム3700 - タム3702→タム6904 - タム6906）の専用種別変更（メタノール→アクリルニトリル）が行われ、本形式に編入された。
本形式の他にアクリルニトリルを専用種別とする形式は、タ3800形（2両）、タサ4600形（2両）、タキ6900形（46両）の3形式があった。
落成時の所有者は、東洋高圧工業（社名はその後三井東圧化学へ変更）、日東化学工業、住友化学工業でありその常備駅は外房線の茂原駅、東海道本線貨物支線（通称、高島線）の新興駅、桜島線の桜島駅であった。
車体色は黒色、寸法関係は全長は8,230mm、全幅は2,330mm、全高は3,774mm、軸距は4,200mm、実容積は18.9m3 - 19.5m3、自重は11.3t - 12.1t、換算両数は積車2.8、空車1.2であり、走り装置は二段リンク式、車軸は12t長軸であった。
1978年（昭和53年）6月27日に最後まで在籍した1両（タム6903）が廃車となり、同時に形式消滅となった。